# Biblioteca nacional Rey Fahd
La Biblioteca nacional Rey Fahd (en árabe: مكتبة الملك فهد الوطنية)  fue fundada por iniciativa de los habitantes de la ciudad de Riad, la capital del país asiático de Arabia Saudita en conmemoración del aniversario del ascenso del rey Fahd al poder, el anuncio de este proyecto ese hizo en una ceremonia en 1983 y se puso en marcha la ejecución del mismo en 1986.
Se sitúa en un espacio de 58.000 metros cuadrados con un jardín de 28 mil metros cuadrados.